# Rusová
Rusová (deutsch Reischdorf) ist ein Ortsteil von Kryštofovy Hamry (Christophhammer) in Tschechien.

## Geographische Lage

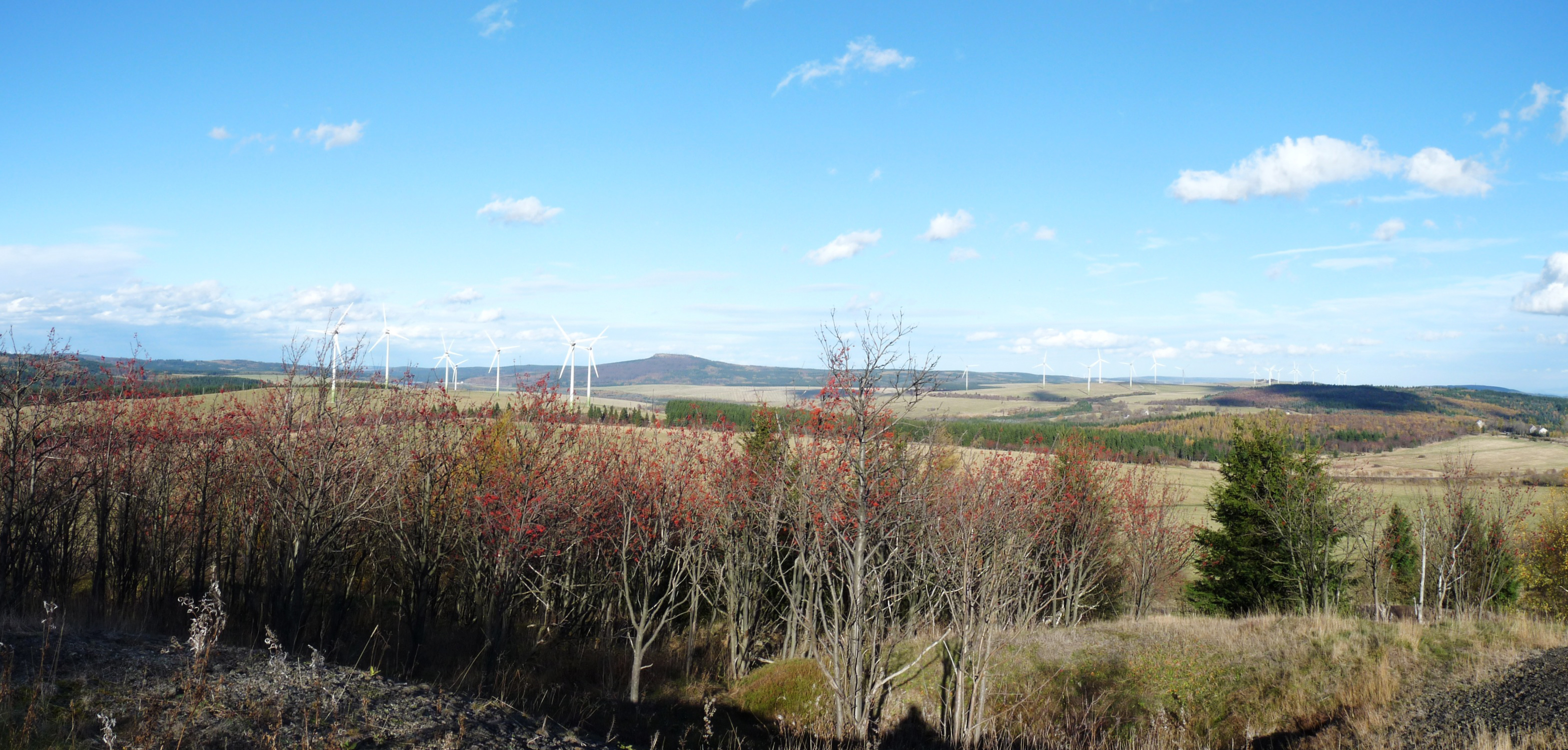
Windkraftanlage in der Nähe des ehemaligen Standorts des Dorfs

Das 1974 abgerissene Dorf befand sich in Westböhmen am Kamm des mittleren Erzgebirges im Einzugsgebiet der Talsperre Preßnitz.

## Geschichte

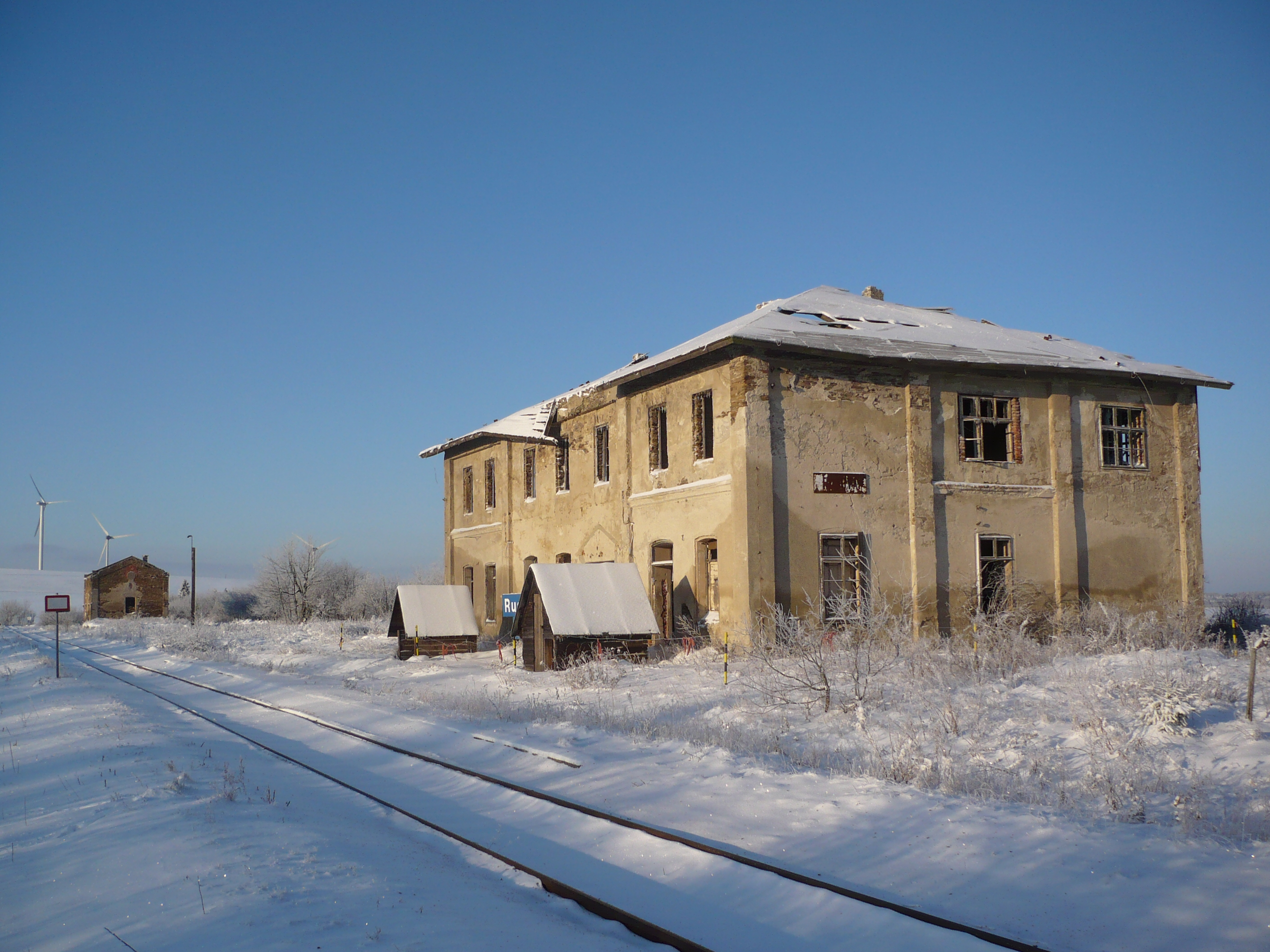
2012 abgerissene Ruine des Bahnhofsgebäudes

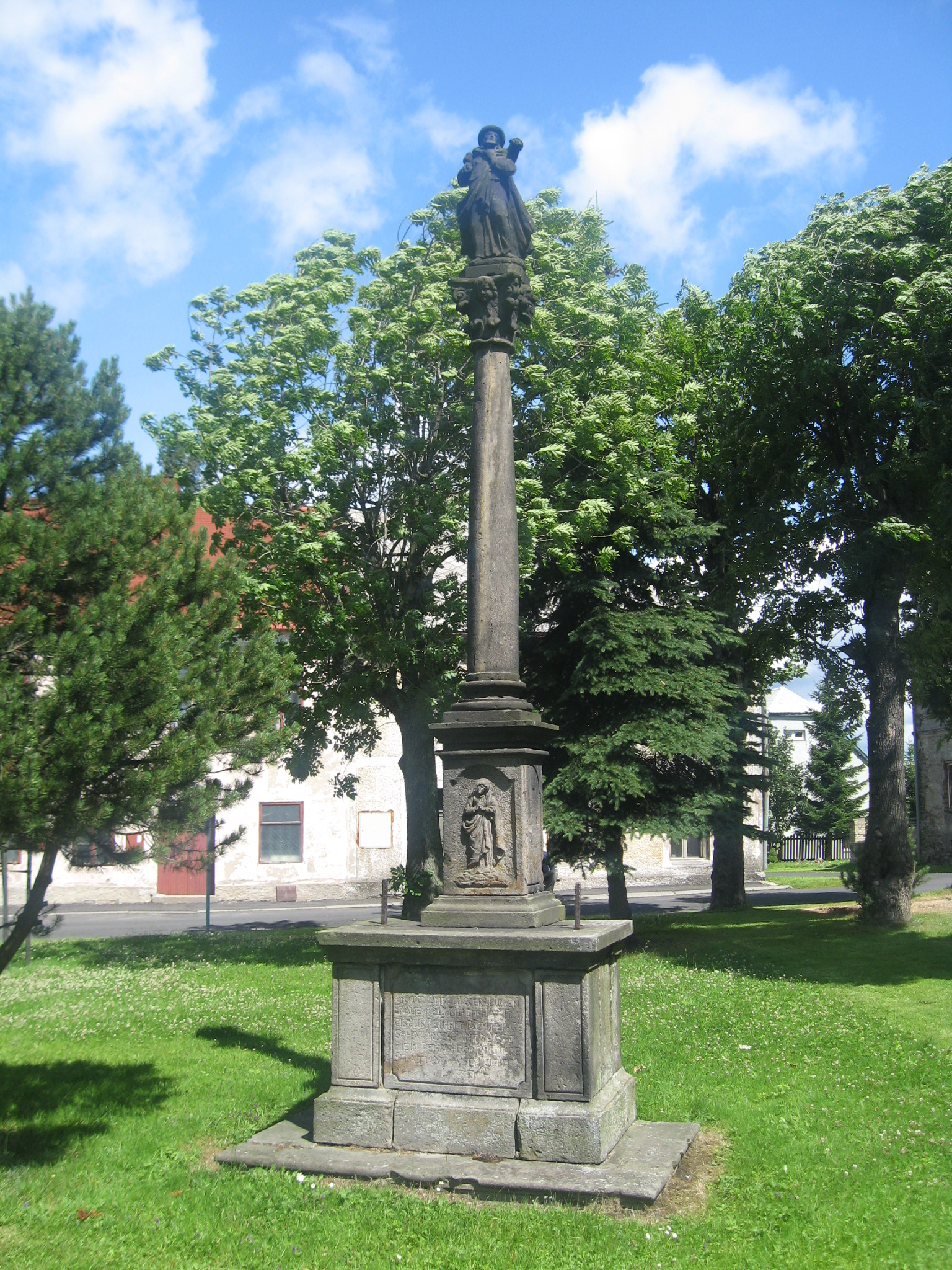
Barocksäule mit der Statue des Guten Hirtens am heutigen Standort in Hora svatého Šebestiána

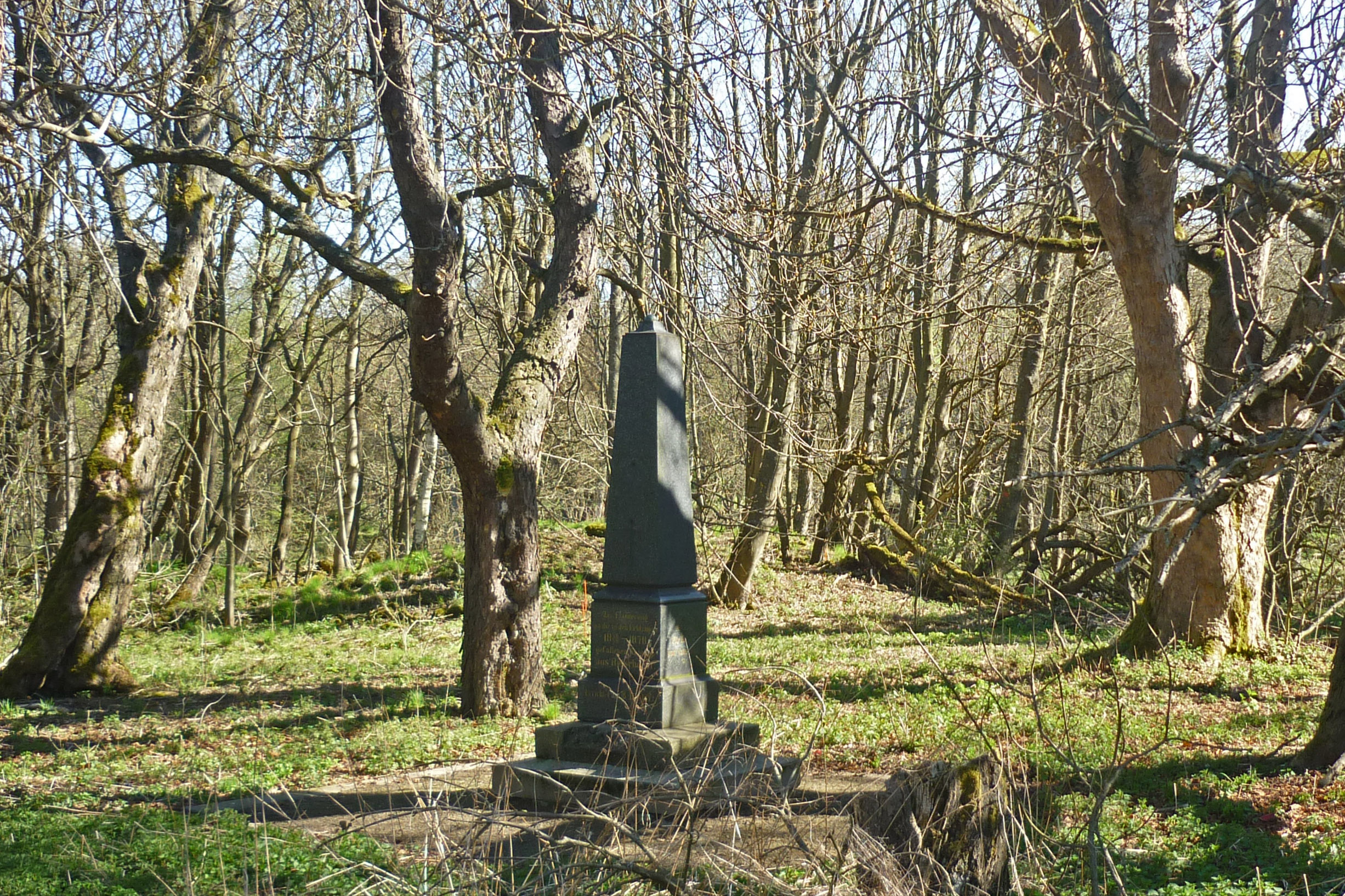
Restauriertes Kriegerdenkmal in der Reischdorfer Flur

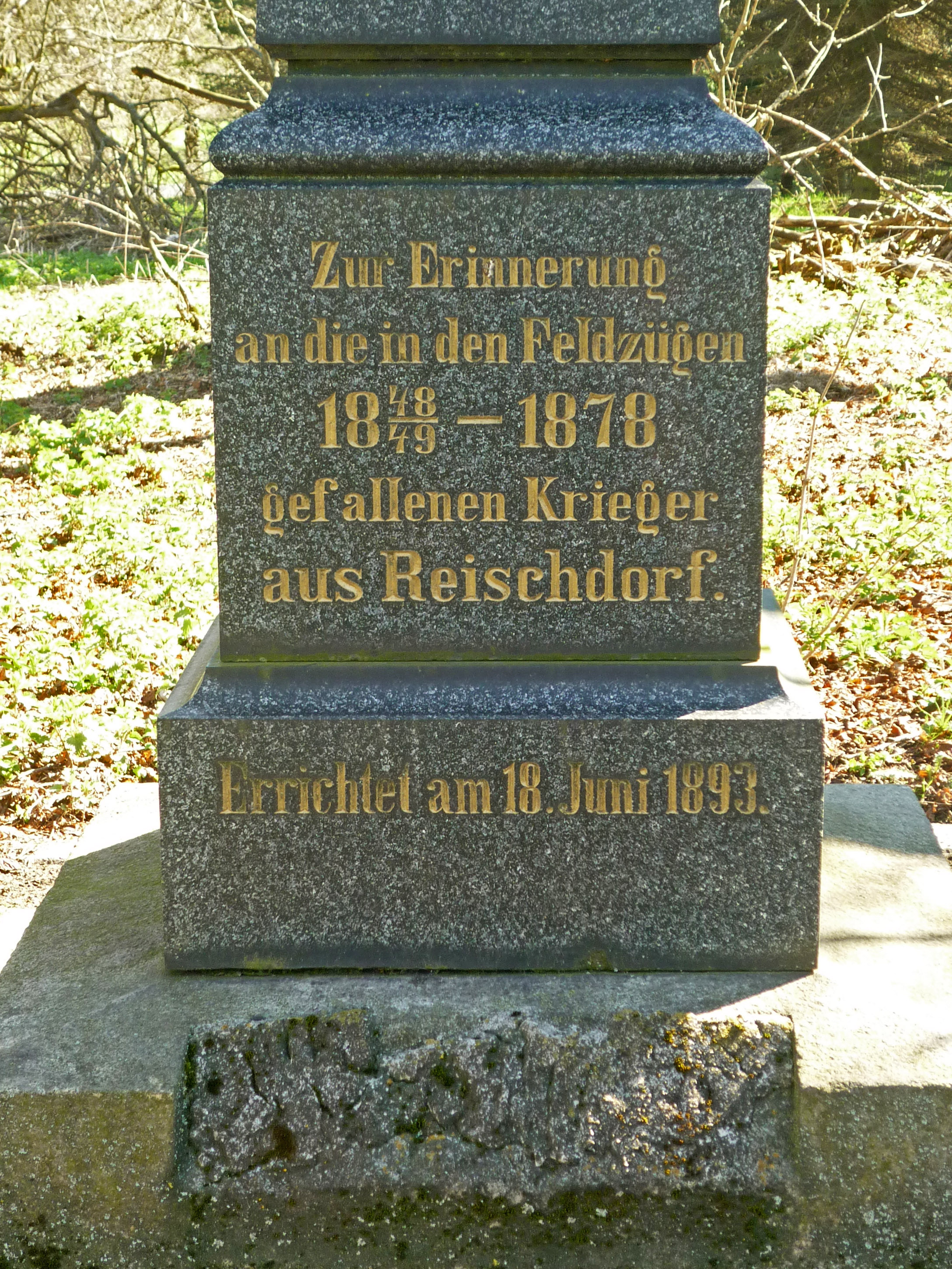
Kriegerdenkmal, Sockel

In einer Urkunde von 1367 wird der Ort erstmals als Reuzentorff erwähnt. Es befand sich an einer alten Handelsstraße von Prag über Saaz in Richtung Leipzig, die über den Preßnitzer Pass führte. Viele Einwohner waren früher Fuhrleute, die als Getreidehändler bis nach Südosteuropa kamen. Darüber hinaus wurde im Ort Spitzenklöppelei betrieben.
1872 erhielt Reischdorf einen Bahnhof an der Strecke Komotau–Weipert der Buschtěhrader Eisenbahngesellschaft (BEB). Das Projekt einer Verlängerung der Schmalspurbahn Wolkenstein–Jöhstadt vom sächsischen Jöhstadt über Preßnitz (Přísečnice) bis Reischdorf scheiterte später aus finanziellen Gründen.
Nach 1945 wurde die deutsche Bevölkerung des Ortes fast vollständig vertrieben, eine Wiederbesiedlung mit Tschechen gelang nur teilweise. Die ehemaligen Einwohner von Reischdorf leben heute als Flüchtlinge in der Bundesrepublik Deutschland.
1948 erhielt Reischdorf den neuen tschechischen Namen Rusová. 1964 wurde Rusová nach Kryštofovy Hamry eingemeindet. Im Zusammenhang mit dem Bau der Talsperre Preßnitz wurde Rusová Anfang der 1970er Jahre geräumt und bis 1974 abgerissen.
Eine von 1715 datierende Barocksäule mit der Statue des Guten Hirten – am 3. Mai 1958 in das Staatliche Verzeichnis der Kulturdenkmäler aufgenommen – wurde abgebaut und in Hora Svatého Šebestiána wiedererrichtet.
Die Ruine des Bahnhofs wurde als letztes verbliebenes Gebäude 2012 abgerissen. Heute erinnern die gebüsch- und baumbestandene Wüstung und ein restauriertes Kriegerdenkmal an das Dorf.
In der Umgebung befinden sich heute mehrere Windparks.

### Demographie
| Jahr | Einwohner | Anmerkungen                                           |
| ---- | --------- | ----------------------------------------------------- |
| 1843 | 1818      | in 225 Häusern, darunter eine protestantische Familie |
| 1869 | 2122      |                                                       |
| 1880 | 2919      |                                                       |
| 1890 | 3213      |                                                       |
| 1900 | 3571      | deutsche Einwohner                                    |
| 1910 | 2927      |                                                       |
| 1921 | 2248      |                                                       |
| 1930 | 2045      | [ 6 ]                                                 |
| 1939 | 2082      | [ 6 ]                                                 |

| Jahr      | 1950 | 1961 | 1970 | 1980 |
| Einwohner | 328  | 304  | 207  | 0    |

## Töchter und Söhne Reischdorfs bzw. Rusovás
- Erhard Goschala (1928–2003), deutscher Keramiker